# Чарлі Вебер
Чарльз «Чарлі» Алан Вебер-молодший (англ. Charles «Charlie» Alan Weber, Jr; нар. 20 вересня 1978 року) — американський актор, відомий за ролями Бена Вілкінсона в серіалі «Баффі — винищувачка вампірів», Тодда в серіалі «У пошуках роботи», і Френка Дельфіно в серіалі «Як уникнути покарання за вбивство».

## Біографія
Чарльз Алан Вебер-молодший народився 20 вересня 1978 року в Джефферсон-Сіті, штат Міссурі у США. З раннього дитинства захоплювався акторством. У старших класах вивчав драми, але не брав участь у шкільних постановках. Після закінчення школи поїхав до коледжу, який кинув через рік і переїхав до Нью-Йорка у віці 19 років. Почав вивчати акторське ремесло, підробляючи моделлю, перш ніж його кар'єра пішла вгору.

## Кар'єра
Роллю-проривом можна назвати головну роль в романтичній комедії «Клуб розбитих сердець» 2000 року. Вебер з'явився у багатьох телесеріалах, але однією з найвизначніших ролей є роль молодого лікаря Бена Вілкінсона у п'ятому сезоні культового шоу «Баффі — винищувачка вампірів». Його персонаж вибрала мстива богиня Глорі — вона заволоділа тілом Бена, щоб дістатися до Винищувачки. У фіналі сезону його герой гине — Вебер знімався в шоу з 2000 по 2001 роки. У 2004 році він зіграв Бретта Паттерсона у фільмі «Жорстокі ігри 3», який вийшов відразу на відео.
З 2003 по 2004 року знімався в сімейній драмі «Любов вдівця» в ролі Джея. З'явився в таких серіалах, як «Шоу Дрю Кері», «Зачаровані», «Вероніка Марс», «Правило Джорджії» і «Доктор Хаус». Нещодавно актор знявся в кіно-пародії «Вампірський засос» з Меттом Лантером у головній ролі — обидва вони знялися в телесеріалі «90210: Нове покоління». Також варто відзначити появу в серіалі каналу MTV «У пошуках роботи», де актор з'явився в декількох епізодах.
У 2014 році Вебер отримав одну з основних ролей у серіалі Шонди Раймс «Як уникнути покарання за вбивство».

## Фільмографія
| Кіно | Кіно                                      | Кіно                                      | Кіно                           | Кіно                   |
| Рік  | Назва                                     | В оригіналі                               | Роль                           | Примітки               |
| ---- | ----------------------------------------- | ----------------------------------------- | ------------------------------ | ---------------------- |
| 2000 | Клуб розбитих сердець: Романтична комедія | The Broken Hearts Club: A Romantic Comedy | Новачок                        |                        |
| 2000 | Тепло                                     | Warmth                                    | Потенційний хлопець офіціантки | короткометражний фільм |
| 2002 | Мрець під землею                          | Dead Above Ground                         | Діллон Джонсон                 |                        |
| 2003 | Могильник Гейсі                           | Gacy                                      | Том Ковакс                     | відразу на відео       |
| 2003 | Поцілунок                                 | The Kiss                                  | Зіог                           | відразу на відео       |
| 2004 | Жорстокі ігри 3                           | Cruel Intentions 3                        | Бретт Паттерсон                | відразу на відео       |
| 2010 | Вампірський засос                         | Vampires Suck                             | Джек                           |                        |
| 2020 | Після. Глава 2                            | After We Collided                         | Крістіан Венс                  |                        |
| 2022 | Панама                                    | Panama                                    | Генк Барнс                     |                        |
| 2023 | Зломник                                   | The Locksmith                             | Гаррет Філд                    |                        |

### Телебачення
| Телебачення | Телебачення                       | Телебачення                    | Телебачення    | Телебачення                                                |
| Рік         | Назва                             | В оригіналі                    | Роль           | Примітки                                                   |
| ----------- | --------------------------------- | ------------------------------ | -------------- | ---------------------------------------------------------- |
| 2000        | Шоу Дрю Кері                      | The Drew Carey Show            | Бред           | епізод «Drew Pops Something On Kate»                       |
| 2000-2001   | Баффі — винищувачка вампірів      | Buffy The Vampire Slayer       | Бен Вілкінсон  | 14 епізодів                                                |
| 2001        | Зачаровані                        | Charmed                        | Принц          | епізод «A Knight To Remember»                              |
| 2003-2004   | Любов вдівця                      | Everwood                       | Джей           | 5 епізодів                                                 |
| 2006        | C. S. I.: Місце злочину Нью-Йорк  | CSI: NY                        | Деймон         | епізод «Heroes»                                            |
| 2006        | Вероніка Марс                     | Veronica Mars                  | Глен           | епізод «Of Vice & Men»                                     |
| 2007        | C.S.I.: Місце злочину Маямі       | CSI: Miami                     | ЛУ Пеннінгтон  | епізод «Throwing Heat»                                     |
| 2007        | C. S. I.: Місце злочину           | CSI: Crime Scene Investigation | Корі Арчфільд  | епізод «Empty Eyes»                                        |
| 2008        | Бруд                              | Dirt                           | Ян             | епізод «Dirty, Slutty Whores»                              |
| 2009        | Жнець                             | Reaper                         | Хав'єр         | епізод «To Sprong, With Love»                              |
| 2010        | Доктор Хаус                       | House                          | Деміен         | епізод «Open & Shut»                                       |
| 2011        | Чорна мітка                       | Burn Notice                    | Джейкоб        | епізоди «Enemy Of My Enemy» і «Beseiged»                   |
| 2011        | Правило Джорджії                  | State Of Georgia               | Джеб           | епізоди «it's Not Easy Being Green» і «Locked Up, A Broad» |
| 2011        | Кістки                            | Bones                          | Нолан          | епізод «The Twist In The Twister»                          |
| 2012        | Фатальні красуні                  | Femme Fatales                  | Ейс            | епізод «Jailbreak»                                         |
| 2012-2013   | В пошуках роботи                  | Underemployed                  | Тодд           | 12 епізодів                                                |
| 2013        | 90210: Нове покоління             | 90210                          | Марк Рівз      | 7 епізодів                                                 |
| 2013        | Сховище 13                        | Warehouse 13                   | Ліам Непір     | епізод «Runaway»                                           |
| 2014        | Як уникнути покарання за вбивство | How to Get Away with Murder    | Френк Дельфіно | регулярна роль                                             |